# Amand De Lattin
Amand de Lattin (Antwerpen, 23 februari 1880 – aldaar, 19 juni 1959) was een Belgisch auteur. Hij schreef verschillende romans en novellen over Antwerpen. Daarnaast schreef hij ook een essay over stedenbouwkunde.

## Biografie
Amand (Amandus) de Lattin werd geboren in Antwerpen als zoon van Gustave François en Hortense Joséphine van Hauwaert. Hij liep school aan het Koninklijk Atheneum in Antwerpen.
Na de dood van zijn vader besloot hij op zestienjarige leeftijd te gaan werken in een kantoor. Hier geraakte hij bevriend met Lode Baekelmans en Victor Resseler en dit was zijn instap in de Vlaamse Beweging.
Hij werkte een korte tijd als boekhandelaar en als opzichter van openbare werken alvorens hij aan een 20-jarige carrière als econoom van het Zeemanshuis zou beginnen.
Zijn eerste roman Berusting publiceerde hij in 1907. Hierna ging hij zich meer richten op het behoud van het Antwerpse stadsbeeld en het gewestelijke natuurschoon wat in 1910 leidde tot de oprichting van de Vereniging tot behoud van natuur en stedenschoon (KNVS) waarvan hijzelf tot 1943 secretaris was. In deze hoedanigheid kon hij strijden voor al wat hem lief was en dit resulteerde in enkele verdiensten waaronder: het behoud van de Kalmthoutse Heide en de oude gevels van de Gildekamersstraat te Antwerpen. Ondertussen had hij ook zijn weg in de journalistiek (Het Handelsblad) gevonden en wist zich als dusdanig te profileren als meest populaire geschiedschrijver van Antwerpen. De artikels die hij schreef werden later gebundeld tot Evoluties van het Antwerpse Stadsbeeld. Zijn bekendste werk Doorheen Oud-Antwerpen verscheen na een intensieve speurtocht door eeuwenoude archieven en was bedoeld als een "gids en inventaris van het hedendaagse oud-Antwerpen".
Andere werken van hem zijn Sinjorenstad; Beroemde Medeburgers - het Antwerps Beeldenpatrimonium; De Eierboer en het Melkboerinnetje; Op Exploratie in de Antwerpse Zoo; Het Marktlied - Wat de Liedjeszangers zongen; Kostgangers voor Hoogstraten; De Politie waakt - Uit het Antwerps Politie-archief; De Antwerpenaar als taalvirtuoos; Het lied in het Antwerps Volksleven; Contrasten met vroeger Antwerpen; Dit waren Semini's kinderen - Flitsen uit het Antwerps verleden; Oud-Antwerpse Visioenen; Fortuin van Antwerpen.
In de Regattawijk in Antwerpen-Linkeroever is er een straat naar hem genoemd, de Amand De Lattinlaan.
- Biografisch Portaal: 28444457
- Digitale Bibliotheek voor de Nederlandse Letteren: latt001